# Žleza slinavka
Žleze slinavke ali le slinavke so ob ušesih, pod spodnjo čeljustnico in pod jezikom ležeče, za sekrecijo sline specializirane žleze, ki izlivajo svoj sekret v ustno votlino. Vsebujejo lahko albuminozne, mukozne ali mešane sekretorne dele. Delijo se na velike (obušesni, podčeljustni in podjezični žlezi slinavki) in male (v sluznici ustne votline).
Obušesna žleza slinavka v stimuliranih razmerah pri zdravem človeku prispeva 50 % celotne mase sline in izloča bistro slino. Slina podčeljustne žleze slinavke je dvakrat, podjezične trikrat, številnih majhnih žlez slinavk pa kar 45-krat bolj viskozna od sline obušesne žleze slinavke.

## Bolezni

### Slinski kamni
Slinski kamni ali sialoliti so kamenčki, ki nastanejo v žlezi slinavki. Predstavljajo najpogostejši vzrok oteklih žlez slinavk. Nastanejo iz kristaliziranih depozitov iz sline. V nekaterih primerih lahko zaustavijo iztekanje sline iz žleze po duktusu, kar povzroči otekanje in bolečnost žleze. Bolečina običajno ni stalna, prizadene le eno žlezo in postaja sčasoma hujša. Če se blokada ne odstrani, običajno pride do okužbe.

### Okužbe
V žlezah slinavkah lahko pride do okužbe (sialadenitisa) z virusi (na primer virus mumpsa, virus influence), pogosteje pa z bakterijami (najpogostejši povzročitelj je Staphylococcus aureus). V preteklosti je bila pogosta okužba z virusom mumpsa, ki prizadene obušesno žlezo slinavko. Zaradi cepljenja je danes mumps redek. Bakterijske okužbe se najpogosteje pojavi, če je blokirano izločanje sline (na primer zaradi slinskih kamnov), slabi ustni higieni, izsušenosti, pri kroničnih bolnikih in kadilcih. Okužbo pogosto spremlja zatečena žleza ter neprijeten okus v ustih.

### Rak
Maligni tumorji velikih žlez slinavk so redka in raznolika skupina bolezni. V Sloveniji za to obliko raka vsako leto v povprečju zboli 8 ljudi. Nekoliko pogosteje se pojavljajo pri ženskah, najpogosteje med 50. in 70. letom. Običajno so prizadete obušesne žleze, v 8 % podčeljustne in v manj kot 1 % podjezične žleze slinavke.